# Sutton Benger
Sutton Benger est une paroisse civile et un village du Wiltshire, en Angleterre.